# キャラバンの到着
キャラバンの到着（キャラバンのとうちゃく、原題：Arrivée des camionneurs）とは、ミシェル・ルグランの楽曲である。
映画『ロシュフォールの恋人たち』のBGMとして作曲された。
躍動感のあるジャズワルツのメロディが印象的で、日本のCMなどで使われている。

## 日本での認知
本曲は下記のCMで使用されており、一定の認知がある。
- 三菱自動車工業・6代目ランサー（ランサーセディア・ランサーエボリューション第3世代（CT9A/CT9W））
- 富士フイルム・アスタリフト(化粧品)